# Conus buxeus
Conus buxeus is een in zee levende slakkensoort uit het geslacht Conus. De slak behoort tot de familie Conidae. Conus buxeus werd in 1798 beschreven door Röding als  Cucullus buxeus. Net zoals alle soorten binnen het geslacht Conus zijn deze slakken roofzuchtig en giftig. Ze zijn in staat om mensen te steken en moeten daarom zorgvuldig worden behandeld.

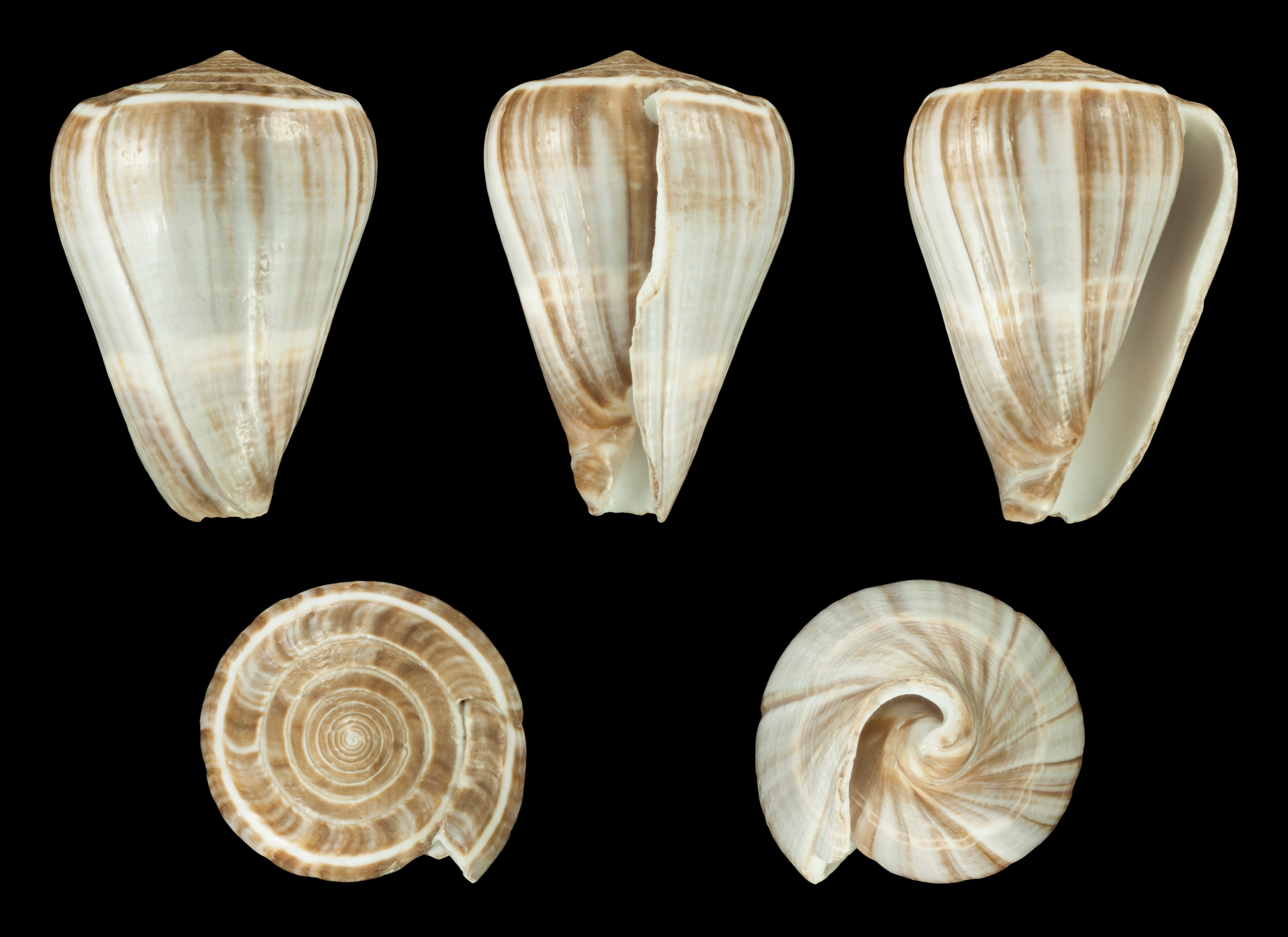
Conus buxeus loroisii